# Trachymene cuneata
Trachymene cuneata är en flockblommig växtart som först beskrevs av George Bentham, och fick sitt nu gällande namn av Karel Domin. Trachymene cuneata ingår i släktet Trachymene och familjen flockblommiga växter. Inga underarter finns listade i Catalogue of Life.